# 大滝温泉駅
大滝温泉駅（おおたきおんせんえき）は、秋田県大館市十二所上川代（かみかわしろ）にある、東日本旅客鉄道（JR東日本）花輪線の駅である。

## 歴史
- 1915年（大正4年）1月19日：秋田鉄道の駅として北秋田郡十二所町に開業[2]。
- 1934年（昭和9年）6月1日：秋田鉄道の国有化により、鉄道省（国鉄）に移管[2]。
- 1970年（昭和45年）1月1日：貨物の取り扱いを廃止[2]。
- 1984年（昭和59年）2月1日：荷物の扱いを廃止[2]。
- 1987年（昭和62年）4月1日：国鉄分割民営化により、東日本旅客鉄道の駅となる[2]。
- 1999年（平成11年）
  - 9月3日：当駅の腕木式信号機が撤去（花輪線では最後の設置駅だった）[3]。
  - 12月4日：CTC化により無人化。大滝温泉駅長が廃止され、鹿角花輪駅管理下となる。
- 2024年（令和6年）10月1日：えきねっとQチケのサービスを開始[1][4]。

## 駅構造
島式ホーム1面2線を有する地上駅である。ホームへは構内踏切で連絡している。駅舎は一部取り壊し・改築され、待合室部分のみ使用されている。トイレは取り壊された。
盛岡統括センター（盛岡駅）管理の無人駅である。

### のりば
| 番線 | 路線    | 方向 | 行先     |
| ---- | ------- | ---- | -------- |
| 1    | ■花輪線 | 上り | 盛岡方面 |
| 2    | ■花輪線 | 下り | 大館方面 |

## 駅周辺
- 秋田県道136号大滝温泉停車場線
- 大滝温泉
- 大滝温泉郵便局
- 米代川
- 秋田労災病院
- 国道103号

### バス路線
「大滝温泉駅前」停留所にて、秋北バスが運行する路線バスが発着する。
- 鹿角市（厚生病院前・鹿角花輪駅前・花輪営業所）方面
- 扇田病院前・市立病院前・大館駅方面

## 隣の駅
東日本旅客鉄道（JR東日本）
■花輪線
十二所駅 - 大滝温泉駅 - 扇田駅